# Bitva u Lipan (panoráma)
Maroldovo panoráma Bitva u Lipan je panoramatický obraz a vůbec největší obraz v Česku, který zachycuje historickou událost. Představuje bitvu u Lipan, která se odehrála 30. května 1434 poblíž středočeských Lipan. Obraz je 11 m vysoký, 95 m široký a roztažené plátno zabírá plochu 1 045 m². Autorem obrazu je Luděk Marold, spolupracovali další malíři.

## Vznik díla

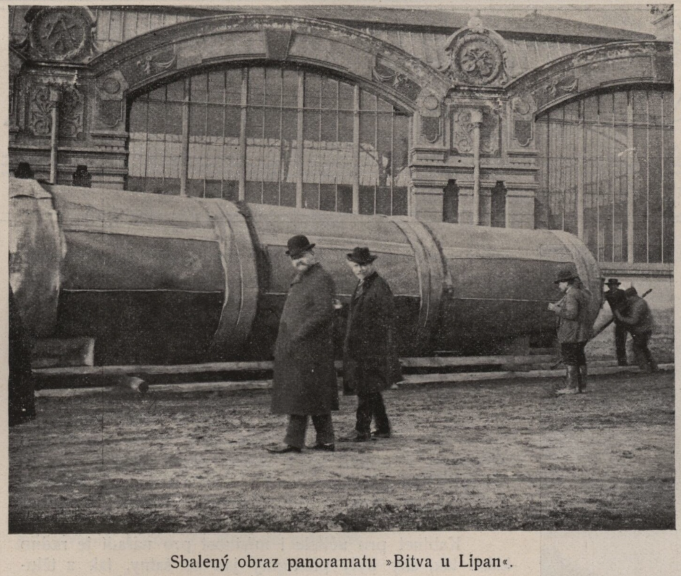
Srolovaný panoramatický obraz při převozu na holešovickém výstavišti (1898)

Nápad na vznik panoramatického obrazu Bitva u Lipan vznikl už v roce 1897, kdy se Luděk Marold vrátil z Paříže a nabídl předsednictvu chystané výstavy architektury a inženýrství, že namaluje netradiční obraz. Marold upřednostňoval bojový výjev v rovinatém terénu a toto jeho vysvětlení způsobilo, že jiné náměty (jako bitva na Bílé hoře, bitva u Domažlic) byly zamítnuty. Nápad byl přijat a práce na obraze byly započaty 7. února 1898. S Maroldem spolupracoval malíř Karel Rašek, krajinář Václav Jansa, scénický výtvarník Karel Štapfer, kolorista Theodor Hilšer a malíř koní Ludvík Vacátko. Panoráma doplnilo i popředí s reálnými předměty (husitským vozem), které navodilo celkovou iluzi trojrozměrného prostoru. Pro obraz byl vytvořen speciální dřevěný kruhový pavilon. Základem 11 metrů vysokého a 95 m širokého obrazu se staly skici tvořené přímo u Lipan. Bitva u Lipan byla zlomovou událostí husitských válek, ale pro Marolda samotného bylo toto historické téma značně netradiční. Kolosální dílo bylo dokončeno včas a zpřístupněno v rámci Výstavy architektury a inženýrství, která proběhla od 15. června do 17. října 1898 na Výstavišti v Královské oboře.

## Výjev obrazu

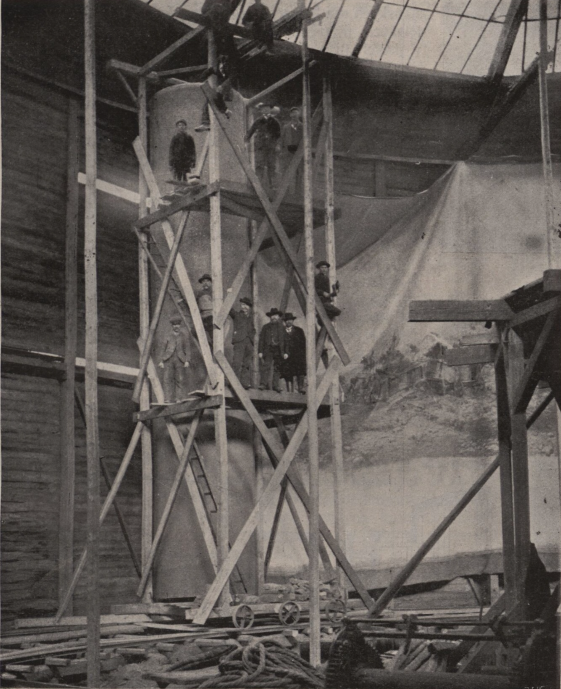
Instalace plátna v kruhovém pavilonu (1898)

Dílo zachycuje lipanské události v přelomovém momentě bitvy, kdy dochází jízdou panské jednoty k proražení vozové hradby vojska radikálů, čemuž je v panoramatu věnován největší prostor. Obraz rovněž pojímá velitelská stanoviště obou vojsk a postavy velitelů. V dalších částech, jejichž pozadí tvoří zejména volná krajina, lze vidět prchající část radikálního vojska a menší střety na okraji bitevního pole, Lipanskou horu s dominantním prvkem Lipanského smrku a také v různých vzdálenostech okolní vesnice Hřiby, Vitice (v plamenech), Hradešín, Lipany, Kbel, Chrášťany, siluetu hradu Bezděz, Sadská, Chotouň, Vrbčany, Borek, a města Český Brod a Poděbrady.

### Konkrétní vyobrazené postavy
Vojsko panské jednoty:
- Diviš Bořek z Miletínka
- Hynce Ptáček z Pirkštejna
- Mikuláš Krchlebec z Krchleb
- Menhart z Hradce
- Jiří z Poděbrad
- Přibík z Klenové
- Jan ze Švamberka
- Aleš Vřešťovský z Rýzmburka

Vojsko radikálních husitů:
- Prokop Holý
- Prokop Malý
- Jan Kolda II. ze Žampachu
- Jan Roháč z Dubé
- Jan Čapek ze Sán

## Nový pavilon

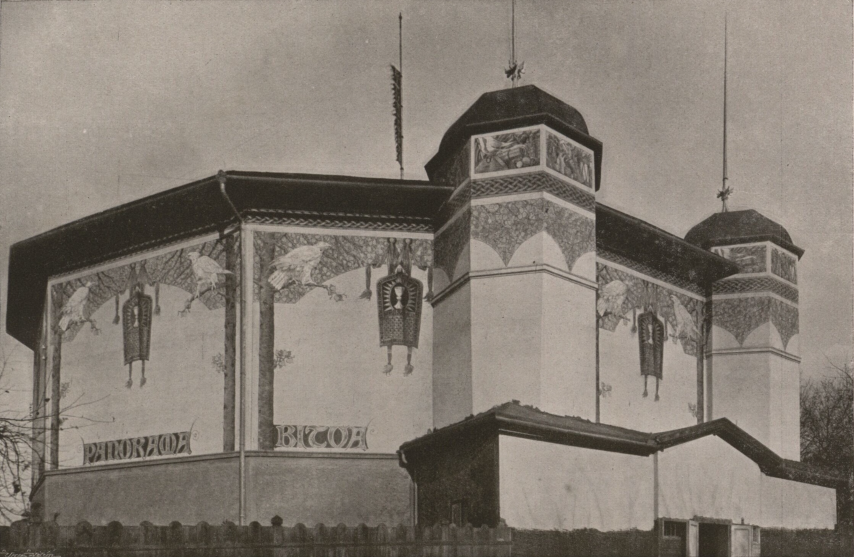
Pavilon panoramatu z roku 1898 (arch. Jan Koula)

Deset let po ukončení Výstavy architektury a inženýrství měl být původní pavilon zbořen a obraz prodán, ale Spolek inženýrů a architektů v království Českém rozhodl o záchraně díla, k čemuž dopomohl i finanční příspěvek od městské rady pražské. Vznikl nový dřevěný pavilon o půdorysu pravidelného dvanáctiúhelníku, navržený Janem Koulou (konstrukční zpracování provedl stavební rada L. Čížek), který stál v areálu Výstaviště už na dnešním místě. Na restaurování obrazu a jeho nové instalaci se podílel stejný tým autorů jako na jeho vzniku, s výjimkou Luďka Marolda, který zemřel již v roce 1898.

### Zničení pavilonu
Novější dřevěný pavilon byl zničen 25. února 1929, kdy dřevěná konstrukce střechy neunesla váhu napadaného sněhu a zřítila se. Třetina obrazu byla zničena a další části potrhány.

## Obnova v letech 1934 a 2002

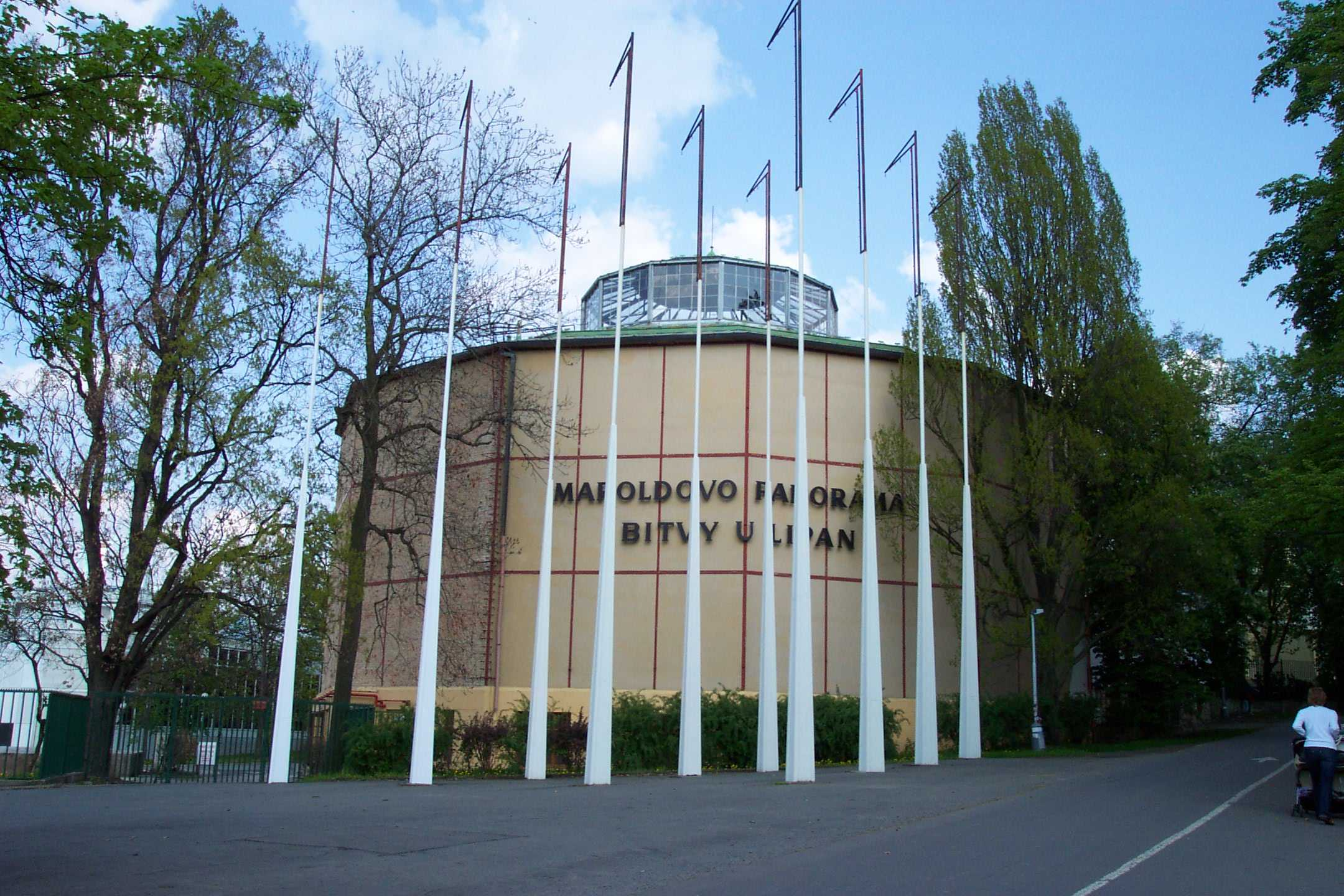
Nový pavilon (2006)

K obnově zničeného obrazu i pavilonu se nakonec podařilo za pomoci veřejných sbírek, státu a Spolku československých inženýrů a architektů získat potřebné finanční prostředky. Vypracováním projektu na výstavbu nového, železobetonového pavilonu byl pověřen architekt Vojtěch Krch. Restaurování obrazu se ujal Bohumír Číla, úpravu terénu před obrazem provedl Vít Skála. Obnovené dílo bylo zpřístupněno 30. května 1934, v den pětistého výročí bitvy u Lipan. Obraz se ještě několikrát ocitl v rukou restaurátorů. Naposledy se tak stalo kvůli povodni v roce 2002. Pavilon byl znovu otevřen v roce 2004.

## Generální rekonstrukce a změna vlastníka
Podle zprávy z roku 2016 byla budova ve špatném stavu, zatékalo do ní a opadávala omítka. Město proto uvažuje o generální rekonstrukci. Město nejprve zpracovalo projekt nákladné rekonstrukce za 100 milionů Kč, při níž by byl celý objekt podkopán a stávající centrální vyhlídková plošina se schodištěm by byla nahrazena zdvihací plošinou pro 100 návštěvníků. Tento projekt však kritizovala opozice a město se rozhodlo vyhlásit na projekt rekonstrukce novou soutěž, v níž by náklady byly limitovány již jen 50 miliony Kč. Muzeum hl. města Prahy, které expozici panoramatu spravovalo do roku 2016, ji předalo do majetku Výstaviště Praha.